# Orlando Brown
Pour les articles homonymes, voir Orlando Brown Jr. et Brown.
Orlando Brown est un acteur américain né le 4 décembre 1987 en Californie.
Il est connu pour avoir joué le rôle de 3J : un petit garçon orphelin afro-américain, de 5 ans au début, le copain de Richie Crawford, le fils de Rachel et le neveu de Carl et Harriette Winslow dans la série La Vie de famille.
Il est connu pour avoir joué, dans la série de Phénomène Raven, le rôle d'Eddie Thomas. Il joue aussi dans le film  Major Payne avec l'acteur Damon Wayans. Il fait également une apparition dans la série Lizzie McGuire sous le rôle de Travis Elliot. Il a aussi joué dans un épisode de la série Phil du futur.

## Problèmes judiciaires
Orlando Brown a eu par la suite de très nombreux problèmes avec la justice. Le 28 février 2016, à Torrance, en Californie, Brown a été arrêté puis inculpé de coups et blessures domestiques, d'entrave à la justice, de possession de drogue dans l'intention de vendre et de possession de contrebande en prison, à la suite d'une altercation avec sa petite amie d'alors en public. La police a été appelée sur les lieux après l'avoir frappée dans le parking d'un poste de police et il a été découvert par des agents en possession de méthamphétamine , un stimulant illégal, au moment de l'incident. Brown ne s'est pas présenté à une date d'audience prévue en relation avec les accusations et un mandat d'arrêt a été émis contre son arrestation; il a finalement été placé en garde à vue par la police le 18 mars 2016 à Barstow, en Californie, après que la police a été appelée dans une résidence privée en réponse à une plainte pour troubles domestiques entre Brown, sa petite amie et la mère de sa petite amie et a ensuite fait face à d'autres accusations de violence domestique, de possession de drogue et de résistance à l'arrestation,.
À la suite de sa libération de prison à Barstow, il a de nouveau omis de comparaître à une date d'audience prévue et un mandat d'arrêt a été de nouveau émis contre lui; il a fui la Californie pour le Nevada et a finalement été appréhendé par des chasseurs de primes à Las Vegas , qui l'ont trouvé caché dans le placard d'un propriétaire privé le 13 avril 2018.
Le 5 juin 2018, Brown a été arrêté à Las Vegas par la police, alors qu'il quittait un hôtel local connu pour la prostitution et la vente et l'usage de drogues illégales. Il a refusé de coopérer avec les agents après avoir arrêté son taxi , et une fouille ultérieure a révélé qu'il était en possession de méthamphétamine et d'une pipe, et qu'il avait un mandat d'arrestation en cours pour son arrestation, en relation avec l'une de ses accusations de batterie domestique non résolues. Il a été inculpé de possession de drogue, de possession d' accessoires de drogue et de résistance à l'arrestation.
Plusieurs mois plus tard, le 2 septembre 2018, Brown, récemment libéré d'un établissement médical où il avait été hospitalisé pour des raisons non révélées, a été arrêté après avoir pénétré par effraction dans Legends Restaurant & Venue, un établissement de Las Vegas appartenant à son ami d'enfance Danny Boy , et tenter de changer les verrous. La police a trouvé Brown sur le toit du bâtiment, après que des caméras de sécurité lui aient montré entrer dans le bâtiment sans autorisation.
Début 2018, Brown a fait ses débuts au public un nouveau tatouage, celui de son ancienne co-star de Phénomène Raven sur son cou.  Plus tard cette année-là, il est entré en cure de désintoxication , après une intervention d'amis et de famille, mais est resté dans le programme seulement une semaine et a été photographié peu de temps après sa libération marchant dans la rue pieds nus, portant une boîte de vin.
Le 22 décembre 2022, Orlando Brown devenu sdf et hébergé chez son frère est de nouveau arrêté par la police pour violence domestique.

### Cinéma
- 1995 : Major Payne de Nick Castle : Cadet Kevin 'Tiger' Dunne
- 2003 : Une équipe de chefs (TV) : Francisco
- 2005 : Cool Attitude (The Proud Family Movie) : Sticky Webb (voix)
- 2016 : Smoke Filled Lungs : Michael

### Télévision
- 1996-1998 : La Vie de famille (Family Matters) : 3J
- 1996-2000 : Moesha : Chucide/James
- 1997 : Sister, Sister : Clayton (1 épisode)
- 1997 : Les Frères Wayans (The Wayans Bros.) : Charlie (1 épisode)
- 1997 : Le Caméléon (The Pretender) : Bruno (1 épisode)
- 1998-1999 : Les jumelles s'en mêlent (Two of a Kind) : Max
- 1999 : Nash Bridges : Z-Dog (1 épisode)
- 2001 : Lizzie McGuire : Travis Elliot (saison 1, épisode 13)
- 2001-2005 : Cool Attitude (The Proud Family) : Sticky Webb (voix)
- 2002-2004 : Fillmore ! : Cornelius Fillmore
- 2003-2007 : Phénomène Raven (That's So Raven) : Eddie Thomas
- 2004 : One on One : DeWayne (1 épisode)
- 2005 : Phil du futur (Phil of the Future) : Andy Baxley (1 épisode)
- 2005 : Bébé Clifford (Clifford's Puppy Days) : Evan (voix)
- 2006-2009 : Ying yang yo : Badfoot (voix)
- 2007 : Worldgirl : Tommy (voix)
- 2011 : The end : 4 épisodes.
- 2011 : Hell's kitchen : Dans son propre rôle.

## Albums
2006 : Trade It All.
2016 : "F**k My Fame (Radio)" - single